# Rajon Reni
Rajon Reni (ukrainisch Ренійський район/Renijskyj rajon; russisch Ренийский район/Renijski rajon, rumänisch Raionul Reni) war ein Rajon in der Oblast Odessa, in der Südukraine. Das Zentrum des Rajons war die Stadt Reni.
Der Rajon entstand 1969 als Teil der Oblast Odessa in der Ukrainischen SSR, seit 1991 ist er Teil der heutigen Ukraine. Ein Vorgängerrajon gleichen Namens bestand schon in der Oblast Ismajil ab 1940, wurde aber durch verschiedene Verwaltungsreformen später aufgelöst.
Am 17. Juli 2020 kam es im Zuge einer großen Rajonsreform zum Anschluss des Rajonsgebietes an den Rajon Ismajil.
Er grenzte im Nordwesten an die Republik Moldau, im Nordosten an den Rajon Bolhrad, im Osten an den Jalpuhsee, den Kuhurluj-See und den Rajon Ismajil und im Süden an Rumänien.

## Bevölkerung
Die Bevölkerung setzte sich multiethnisch zusammen (Stand 2001):
19.900 (49,0 %) Moldauer

7.200 (17,7 %) Ukrainer
 
6.100 (15,1 %) Russen

3.400 (8,5 %) Bulgaren

3.200 (7,9 %) Gagausen

200 (0,4 %) Belarussen

100 (0,3 %) Turkmenen

## Administrative Gliederung

### Stadt
| Städte                   | Städte     | Städte   | Städte    |
| Name                     | Name       | Name     | Name      |
| ukrainisch transkribiert | ukrainisch | russisch | rumänisch |
| ------------------------ | ---------- | -------- | --------- |
| Reni                     | Рені       | Рени     | Reni      |

### Dörfer
| Dörfer                   | Dörfer       | Dörfer                      | Dörfer          | Dörfer            |
| Name                     | Name         | Name                        | Name            | Gemeindezuordnung |
| ukrainisch transkribiert | ukrainisch   | russisch                    | rumänisch       | Gemeindezuordnung |
| ------------------------ | ------------ | --------------------------- | --------------- | ----------------- |
| Dolynske                 | Долинське    | Долинское (Dolinskoje)      | Anadol          | Dolynske          |
| Kotlowyna                | Котловина    | Котловина (Kotlowina)       | Bolboca         | Kotlowyna         |
| Lymanske                 | Лиманське    | Лиманское (Limanskoje)      | Frecăţei        | Lymanske          |
| Nahirne                  | Нагірне      | Нагорное (Nagornoje)        | Caragacii-Vechi | Nahirne           |
| Nowosilske               | Новосільське | Новосельское (Nowoselskoje) | Satu-Nou        | Nowosilske        |
| Orliwka                  | Орлівка      | Орловка (Orlowka)           | Cartal          | Orliwka           |
| Plawni                   | Плавні       | Плавни                      | Barta           | Plawni            |